# Storstrømsbroens Indvielse
|  | Denne artikel er oprettet af botten Steenthbot ud fra en ekstern database. Den kan derfor have sproglige fejl eller mangler. Denne skabelon kan fjernes efter kontrol af indholdet. |

Storstrømsbroens Indvielse (nogle steder registreret som Storstrømsbroens Indvielse på H.M. Kongens Fødselsdag d. 26. September 1937 eller blot Storstrømsbroens Indvielse paa Kongens Fødselsdag) er en dansk dokumentarisk optagelse fra 1937, der viser indvielsen af Storstrømsbroen mellem Masnedø og Falster, der foregik d. 26. September 1937 på kong Christian 10.'s fødselsdag.

## Handling
Fakta om konstruktionen og den officielle åbning.